# Janet Jagan
Janet Jagan, geboren als Janet Rosenberg, (Chicago, 20 oktober 1920 – Georgetown, 28 maart 2009) was een Guyanees politica en schrijfster van Amerikaanse afkomst.

## Biografie
Ze huwde in 1943 met Cheddi Jagan, toen die in de Verenigde Staten studeerde en was van 1950 tot 1970 algemeen secretaris van de Guyanese People's Progressive Party (PPP). Van 1957 tot 1964 was ze minister voor arbeid en gezondheid in de regering van haar man. Sinds 1976 was Jagan parlementslid en in 1997 was ze korte tijd eerste minister, na het overlijden van haar man. Van december 1997 tot augustus 1999 was ze president van Guyana. Ze werd opgevolgd door Bharrat Jagdeo.
Janet Jagan was ook schrijfster en schreef verschillende kinderboeken, evenals de geschiedenis van de PPP.

## Werken
- History of the P.P.P. 1963
- Army intervention in the 1973 elections in Guyana. 1974
- When Grandpa Cheddi Was a Boy and Other Stories. 1994
- Patricia the Baby Manatee and Other Stories. 1995
- Children's stories of Guyana's freedom struggles. 1995
- Anastasia the Anteater and Other Stories. 1997
- The Dog Who Loved Flowers. 2001